# 28983 Omergranek
28983 Omergranek è un asteroide della fascia principale. Scoperto nel 2001, presenta un'orbita caratterizzata da un semiasse maggiore pari a 2,2476564 UA e da un'eccentricità di 0,1428206, inclinata di 6,54592° rispetto all'eclittica.